# 아르노 당주아
아르노 당주아(프랑스어: Arnaud Denjoy, IPA: [aʁno dɑ̃ʒwa], 1884년 1월 5일 ~ 1974년 1월 21일)는 프랑스의 수학자이다. 조화해석학과 미분 방정식 이론에 공헌하였다.

## 생애
1884년 1월 4일 프랑스 오슈에서 태어났다. 에콜 노르말 쉬페리외르를 졸업하였고, 이후 파리 대학교 교수가 되었다.
1974년 1월 21일 파리에서 사망하였다.

## 같이 보기
- 루진-당주아 정리